# 権助提灯
『権助提灯』（ごんすけちょうちん）は古典落語の演目｡妾を持つ大店の主人（旦那）が、妻と妾からそれぞれ相手の家に行けと言われて困る様を、提灯持ちとして付き添った雇い人の権助を交えて描く。
1940年9月に当時の講談落語協会が警視庁に届ける形で口演自粛を決定した禁演落語53演目に含められた。

## あらすじ
とある商家の主人、妻の他にお初という妾をもっていた。この正妻は、人を妬むのが大嫌いな人であり、またお初の方もそのような性格であるため、2人はお互いの存在を知っていながら旦那のことを責めないでいるという旦那の方からするとこれ以上ない好都合な日々を送っていた｡
そんなある日の晩、正妻が「今日は風が強いから､大勢の奉公人がいる家よりも､お初の家に行ってあげた方がいいのでは？」と勧める。旦那はその言葉を聞き、奥さんの心の広さに感心しながらもそうすることに決める。ただ、お初の家までの道のりが暗い上に道が悪いため、誰か提灯持ちを連れて行かなければならない。奉公人もほとんどが寝る準備に入っており、まだ寝る準備に入ってないのが飯炊きの権助。旦那は仕方なく権助に頼み､お初の家に向かう｡
ところがお初は「奥さんは本当は旦那と一緒にいたいと思っているところを我慢しているのだから、素直に旦那をお泊めしたのでは妾の分際では恐れ多い」と言って泊めてくれず、やむなく元来た道を帰ることになった。
わが家に着いたが、正妻は「余計な心配をなさらないで下さい。あなたには向こうに泊まってもらわないとこちらの顔が立たないので、今日はどうしても向こうで泊まって下さい」と話す。やむなく旦那は再びお初の元へ行く。するとお初は「女には女の考えがあるんだから、奥様のところへお願いですから帰って下さい」と再び追い返した。
また戻ることになったため、旦那が「権助、提灯を灯しておくれ」というと権助は「旦那様、その必要はねえだよ。もう夜が明けただ」。